# David Short
David Short (Cincinnati, 19 marzo 1951) è un trombettista e compositore statunitense.
È stato trombettista dell'Orchestra Sinfonica di Roma della RAI (1973-1994) e dell'Orchestra di musica leggera della RAI-TV (1994-2012). Come compositore, le sue partiture sono edite da Shawnee Press, Gérard Billaudot éditeur, Ricordi, Generalmusic e Santabarbara.

## Biografia
David Short è nato il 19 marzo 1951 a Cincinnati. Dopo aver studiato tromba e composizione all'Indiana University (1969-1973), si trasferisce alla Columbia University, dove rientra nel Programma Fulbright, ottenendo una borsa di studio che gli permette di approfondire lo studio della tromba barocca a Friburgo (Germania). Nello stesso anno vince il concorso da prima tromba presso l'Orchestra Sinfonica di Roma della RAI, ruolo ricoperto fino al 1994, quando passa all'orchestra di musica leggera della RAI-TV (fino al 2012).
Come solista ha suonato in numerose orchestre, istituzioni e teatri, fra cui: Carnegie Hall (New York, USA), Teatro Nazionale Iraniano (Teheran, Iran); Teatro alla Scala (Milano), Teatro San Carlo (Napoli), Accademia di Santa Cecilia (Roma), Maggio Musicale (Firenze), ecc. Nel 1985 esegue la prima europea di Sequenza X per tromba sola di Luciano Berio e la prima assoluta di Short, composizione dedicatagli dal compositore Franco Donatoni.
Ha fondato il proprio quintetto di ottoni, The David Short Brass Ensemble, formato da David Short e Massimo Bartoletti alle trombe, Stefano Aprile al corno francese, Renzo Brocculi al trombone e Carlo Ingrati alla tuba). Oltre a questa ha creato anche alte formazioni: The David Short Brass Factory, The David Short Brass Ensemble, con cui registra nel 1984 il disco At Last.
Nel corso degli anni ha scritto numerose partiture originali, suites e arrangiamenti per quintetto di ottoni, come Brass Quintet, Ein Symphonischer Spass, Testaccio suite, Tango, Amadeus Quodlibet, I remember Igor, J.S.B. ecc., alcune delle quali recentemente incise dal Billi Brass Quintet (Ein Symphonischer Spass - Amadeus Arte, 2020) e dal Gomalan Brass Quintet (Gomalanshort - Accademia 2018, 2022).